# U 263
U 263 war ein deutsches Unterseeboot des Typs VII C. Diese U-Bootklasse wurde auch „Atlantikboot“ genannt. Es wurde durch die Kriegsmarine während des U-Boot-Krieges im Atlantik eingesetzt.

## Technische Daten
Die Vegesacker Werft war ein Tochterunternehmen des Bremer Vulkan, das 1938 gegründet wurde um ausschließlich militärische Bauaufträge zu realisieren. Diese Werft stellte im Auftrag der Kriegsmarine bis 1943 insgesamt 52 Boote des Typ VII C fertig. Ein U-Boot dieses Typs hatte eine Länge von 67 m und eine Verdrängung von 865 m³ unter Wasser. Es wurde über Wasser von zwei Dieselmotoren angetrieben, die eine Geschwindigkeit von 17 kn gewährleisteten. Unter Wasser erbrachten zwei Elektromotoren eine Geschwindigkeit von 7 kn. Die Bewaffnung bestand bis 1944 aus einer 8,8 cm Kanone und einer 2,0 cm Flak an Deck, sowie vier Bugtorpedorohren und einem Hecktorpedorohr. Im Frühjahr 1943 wurde kurzzeitig versucht U 263 auf eine stärkere Flak-Bewaffnung umzurüsten. Dieser Ausbau zu einem Flak-U-Boot wurde jedoch aufgegeben.

## Kommandant
Kurt Nölke wurde am 5. September 1914 in Hannover geboren und trat 1935 in die Kriegsmarine ein. Er war somit Mitglied der Crew 35, dem Offiziersjahrgang dieses Jahres. In den Jahren 1939 und 1940 diente er als Adjutant und Artillerieoffizier auf dem zum Minenleger umgerüsteten ehemaligen Passagierdampfer Königin Luise, bis er im April 1940 auf das Torpedoboot Jaguar wechselte. Seine U-Bootausbildung absolvierte Kurt Nölke im Mai 1941. Anschließend fuhr er als Erster Wachoffizier auf U 82. Sein erstes Kommando erhielt er am 5. Dezember desselben Jahres auf  U 20, das zu dieser Zeit als Schulboot bei der 22. U-Flottille eingesetzt wurde. Am 6. Mai 1942 übernahm Kurt Nölke das Kommando auf U 263, das er mit Unterbrechungen bis zur Versenkung des Bootes innehatte.

## Einsatz und Geschichte
Im November 1942 landeten die Alliierten massive Kräfte an der nordafrikanischen Küste. Dieser Operation Torch versuchte die Kriegsmarine mit einem gesteigerten U-Booteinsatz vorzeitig zu begegnen. Die Herausforderung bestand darin, die U-Boote, die zu dieser Zeit hauptsächlich – von den französischen Atlantikhäfen aus – im Atlantik im Einsatz standen, zum Teil durch die gut bewachte Straße von Gibraltar ins Mittelmeer zu verlagern und zum anderen im flachen und für U-Boote ungeeigneten Gewässer vor dem Eingang zum Mittelmeer operieren zu lassen.

### U-Bootgruppe Westwall gegen Operation Torch
U 263 hatte seinen Stützpunkt in Kiel am 27. Oktober 1942 verlassen, um im Nordatlantik zu operieren. Das Boot wurde der zweiten Welle der U-Boote, die – zusammengefasst in der U-Bootgruppe „Westwall“ – vor Gibraltar die Schiffe der Operation Torch attackieren sollten, zugeteilt und traf bei der Anfahrt auf den Geleitzug KR-S 3, der auf dem Weg nach Gibraltar war. Kommandant Nölke ordnete einen sogenannten Vierer-Fächerschuss an, bei dem alle vier Bugtorpedos gleichzeitig gelöst wurden. Ihm gelang infolgedessen die Versenkung von zwei Schiffen
- 20. November 1942 norwegischer Frachter Prins Harald (Lage) (7244 BRT) und britischer Dampfer Grangepark (5132 BRT) mit Torpedo (Fächerschuss) versenkt

Kommandant Nölke meldete einen Treffer auf einem weiteren Dampfer, der in Brand geriet. Der vierte Torpedo detonierte im Fangnetz des britischen Frachters Ocean Pilgrim, richtete aber keinen Schaden an. Im Anschluss an diese erfolgreiche Attacke wurde U 263 von mehreren Geleitschiffen angegriffen und mit über hundert Wasserbomben belegt. Das U-Boot wurde so schwer beschädigt, dass sich Kommandant Nölke entschloss, Kurs auf den neuen Stützpunkt des Bootes in Brest zu nehmen – dort kam U 263 jedoch nie an.

### Dreizehn Monate in der Werft
Eine Lockheed Hudson der RAF entdeckte U 263 am 24. November und attackierte es mit vier Wasserbomben. Kommandant Nölke meldete erhebliche zusätzliche Schäden, die es U 263 unmöglich machten, wieder auf Tiefe zu gehen, weshalb der BdU entschied, das Boot zur Internierung in einen neutralen spanischen Hafen einlaufen zu lassen. Da das ebenfalls zurückmarschierende U 511 inzwischen aber zu U 263 aufgeschlossen hatte und zusätzlich zwei Ju 88 Bomber Geleitschutz gewährleisten konnten, entschloss sich Kommandant Nölke trotzdem die Fahrt nach Frankreich zu wagen. U 263 lief am 29. November in La Rochelle ein. Die schweren Beschädigungen machten eine längere Werftliegezeit nötig, in der das Boot repariert und umgebaut wurde. Die Erfahrungen aus den Auseinandersetzungen zwischen U-Booten und feindlichen Flugzeugen hatten Karl Dönitz zu der Überzeugung gebracht, dass die Umrüstung von U-Booten – speziell für den Anti-Flugzeugkampf – eine wirksame Maßnahme gegen die Luftüberlegenheit der Alliierten im Seeraum wäre. Aus dieser Überlegung heraus wurde veranlasst, einige U-Boote des Typs VII zu sogenannten Flak-U-Booten umzubauen, die Flugzeuge bei Überwasserfahrt auf sich ziehen und dann mit Flak bekämpfen sollten. U 263 war dazu vorgesehen, eine solche Flakfalle zu werden, ein Plan, der jedoch im Sommer 1943 aufgegeben wurde. Die Umrüstung, die zunächst im Wesentlichen eine Verlängerung der Turmaufbauten beinhaltete, wurde zurückgebaut und U 263 erhielt wieder sein ursprüngliches Aussehen. In dieser Zeit hatte Kurt Nölke das Kommando auf U 584 inne.

### Versenkung
Aus La Rochelle lief U 263 erst am 19. Januar 1944 wieder aus. Einen Tag später meldete Kommandant Nölke die Beschädigung eines Treibstofftanks, der im Verlauf eines probeweisen Tauchgangs leckgeschlagen sei und bat um Hilfe. Dies war der letzte Kontakt zu U 263. Eine unmittelbar eingeleitete zweitägige Suche mit Minensuch- und Vorpostenbooten sowie vier Ju 88 blieb erfolglos. Die deutsche U-Bootführung vermutete einen Tauchunfall infolge menschlichen Versagens. Alliierte Stellen sahen im Gegensatz dazu einen Minentreffer als ursächlich an (Lage).